# Divino Anticristo
José Onofre Pizarro Caravantes (Santiago de Chile, 12 de mayo de 1953; ibidem, 14 de octubre de 2017), más conocido como Divino Anticristo, Isabelísima, Extraterrestrísimo, Rey de la Macedonia o J.M. Advanceinsteinbraun, fue un escritor y personaje callejero chileno. Tanto por su vestimenta y conducta peculiares, como por la notable producción de escritos autopublicados que vendía en la calle, llegó a ser un ícono del barrio Lastarria de la capital chilena. Gran parte de su obra se encuentra recopilada en el Blog El Divino Anticristo.

## Biografía

### Primeros años
José Pizarro nació en el seno de una familia constituida por padres profesionales y cuatro hijos, siendo él el mayor de los hermanos. Según informaciones aportadas por Ricardo Pizarro, uno de sus hermanos, José creció de manera común y corriente, se formó en el Liceo Lastarria y finalizó sus estudios secundarios de manera exitosa.

### Estudios universitarios
El nivel cultural relativamente alto que trasciende en sus escritos ha dado paso a que existan varias versiones míticas sobre sus estudios y ocupaciones anteriores (algunos dicen que en el pasado fue médico, abogado o contador). Sin embargo, la única versión que se conoció de manera independiente de sus propios delirios es la de su hermana. Según ella, al finalizar el liceo se trasladó a Valparaíso, donde comenzó estudios de Literatura en la Universidad Católica, los que más tarde abandonó para ingresar a la Universidad de Chile en Santiago para estudiar Computación.
En 1973 se casó y tuvo un hijo, aunque otras versiones apuntan a la existencia de dos hijos residentes en Alemania. Por aquel entonces llevaba una vida social y productiva normal. En 1980 fue bombero voluntario de la Tercera Compañía de Santiago.

### Vida en la calle
Justamente habría sido un incendio de la casa familiar que habitaba el exbombero con sus padres y hermanos el acontecimiento que en 1982 gatilló su locura. En otro testimonio de su hermano, el instituto donde trabajaba el padre se habría venido abajo con el terremoto de 1985 y lo que quedó de él se habría incendiado, dejando el edificio completamente irrecuperable, tras lo cual el padre de ambos habría caído en una profunda depresión, enfermando finalmente de Alzheimer.
José comenzó entonces a vivir sumido en sus delirios, deambulando por las calles santiaguinas, principalmente las del barrio Lastarria, donde transcurrieron las últimas décadas de su vida.
Allí vendía sus textos, escritos en cualquier banco de una plaza o sentado en unas escalinatas, casi siempre manuscritos, a veces mecanografiados, los que multicopiaba en la fotocopiadora de una librería del barrio. La producción escrita, en un lenguaje florido y de corte claramente delirante, pero para muchos de notable valor literario, conquistaba la admiración de muchos jóvenes, principalmente estudiantes (que él llamaba «poetas»).

### Internación psiquiátrica
En 2006 tuvo lugar la única internación psiquiátrica de su vida, gestionada por la Municipalidad de Santiago y a petición de su hermano Ricardo, en la clínica Normita Fournet, donde permaneció dos meses y recibió el diagnóstico de esquizofrenia paranoide crónica. Su internación, en contra de su voluntad, llevó a la formación de un movimiento que publicó páginas web, organizó protestas en la calle y mantuvo viva la presencia del asunto en los medios de comunicación. El movimiento tuvo éxito y logró que finalmente fuese «liberado».
Tras la salida de la clínica psiquiátrica continuó exactamente con las mismas prácticas de vida callejera, arrastrando su carro de supermercado lleno de objetos inútiles o extraños, produciendo sus publicaciones y vendiéndolas en la calle. Solo cambió algunos de sus hábitos de vestimenta. Antes de ser internado vestía falda femenina justo hasta debajo de la rodilla, atuendo que le valió el apodo de «el viejo vieja», y después usaba pantalones (aunque conservando el pañuelo en la cabeza).
En 2009 dejó el barrio Lastarria y se fue a pie con su carro de compras hasta la ciudad de Los Andes, pero volvió a Santiago al poco tiempo, porque al parecer allí no consiguió público suficiente para sus escritos. Según su propia versión, regresó igualmente caminando; según su hermano, quien falleció en 2011, él lo habría ido a buscar.

### Deceso
Alrededor las 4:15 de la madrugada del sábado 14 de octubre de 2017 su cuerpo sin vida fue encontrado frente a la torre 10, cerca del cruce de las calles Marcoleta y Portugal (un sector que el Divino Anticristo, quien entonces se hacía llamar «Rey de la Macedonia», frecuentaba en los años 90, cuando la Facultad de Ciencias Sociales de la Universidad de Chile ocupaba las dependencias del edificio conocido como «La Placa»). La policía retiró el cadáver para estudiar las causas de su muerte, aunque en primera instancia se descartó la intervención de terceros. Las redes sociales lamentaron el deceso del popular personaje con diversos homenajes póstumos. Pero también la prensa chilena establecida, incluida la televisión, informó profusamente del fallecimiento del «Divino Anticristo».

## Obra literaria autopublicada
José Pizarro escribía en prosa sobre una amplia gama de temas de política, filosofía, religión, salud pública, deportes y actualidad. El formato de sus publicaciones (que él solía denominar «libros») era el de un cuadernillo en hojas blancas de tamaño oficio cuidadosamente pegadas con una cinta adhesiva de embalaje a modo de encuadernación. En los últimos años, solía poner la bandera alemana en todas las cubiertas de sus cuadernillos. El discurso era evidentemente delirante, pero no era el típico lenguaje deshilachado de las personas con esquizofrenia crónica, sino que mantenía una cierta coherencia interna y ciertos patrones regulares que daban espacio a un análisis del discurso. Aparte de curiosos neologismos, hacía un uso muy creativo de diminutivos, aumentativos, superlativos, derivadas en general y otras inflexiones curiosas. Por ejemplo, escribía comunisteros o comunistitos para referirse a los comunistas; usaba la expresión chamullito en medicinita para designar prácticas corruptas en general (no solo en salud pública); escribía Diosísimo para referirse a Dios, donde el superlativo era utilizado no necesariamente por respeto a lo divino, puesto que también denominaba carrísimo al humilde carro de supermercado en el que trasportaba sus pertenencias, mercancías curiosas y escritos. Sin embargo, no hay reivindicación de su obra literaria, «poetas» son sus lectores y seguidores. En su sistema delirante, su literatura era una misión: todos sus escritos eran dictados por el Señor Diosísimo, de quien él se consideraba «su secretario».

## Cuadernos conocidos
Lista de la obra digitalizada: 

- America alemana, Raza Aria
- America alemana vol 1
- Anticristo
- Antologita de Folletos
- Autoretrato Sicodelico
- Bitacora 1
- Bitacora 2
- Bitacora 3
- Campañísima
- Con cuatro cohetes se solucionan las emergencias en helicoptero
- Continuación del poupurri de Diosísimo. Segunda partesisima
- Continuación del poupurri de Diosisimo. Tercera parte
- El aire catalítico general constituye catastrofita
- El demonio dice que los callamperos son los ultimos ta
- En el imperio no pueden haber guevones pasados-pa-la-punta
- Escucha el pensamiento del apóstol Simón el Cananeíto
- Es mejor que sean subterraneos los trolitos
- Estoy pensando que estoy histerica con el poupurri de Diosísimo
- Estoy pensando que los católicos son comunisteros
- Explicaciones sobre un fenomeno que influye en la politica gubernamental
- Extractos
- La astronauta
- Las aventuras del viejo de Yon
- La solución
- La verdadera historia de la unión sovietica
- Libro de los sueños 4
- Libro de los sueños 6
- Libro de los sueños 7
- Libro de los sueños 9 vol 1
- Libro de los sueños 9 vol 2
- Mensaje Psicodélico Parientísimo Mick Jagger
- Me tienen histerico las tipiquísimas
- Parece que no saben que el chamullo es un deseo superficial
- Parece que no saben que es mentira que son cochinas las doctoritas
- Parece que no saben que los punks se convierten en principes
- Parece que no saben que me tienen histéricos los punks
- Parece que no saben que quiero hacer una pelicula porno
- Parece que no saben que se convierten a diosisimo con el fenoma enciclopedico
- Parece que no saben que también tienen que irse los cato
- Parece que no saben que yo soy enciclopédico
- Persecucion sexual en el trabajísimo
- Qué es finalmente la siquiatría
- Retrato psicodelico de mi ex-exposisima
- Retrato psicologico cacique
- Retrato psicologico de escritores iberoamericanos
- Retrato psicológico del candidato Jovino Novoa
- Retrato siquico de los mineros de copiapó
- Retrato social del ministro de defensa argetino
- Señora
- Se siente identificadito porque es médico
- Vida del Yahveh Sebaoy u la verdadera historia de los Estados Unidos

Lista (incompleta) de obras con paraderos desconocido:

- ¿Cómo quitarle la plata al BCI?
- La verdadera historia alemana
- Los nazis nazis nazis ya tienen sueldo
- La danza de los billones de dólares
- Evangelio del anticristo
- Desfile de modelos del anticristo: elegancia máxima para chile y argentina
- ¿Cómo sobrevivir en el imperio nazi?
- Diàlogos Lagos-Bachelet
- Vivencias de Pinochetti
- Mensajisimo a los presidentes latinoamericanos

## Popularidad
Aunque en Santiago de Chile existen, como en toda gran urbe, centenares de vagabundos sin techo, muchos de ellos vistosos, enfermos psiquiátricos crónicos y con curiosas biografías, rara vez un personaje llega a ser tan popular y despierta tal fascinación en los medios de comunicación como para producir un amplio despliegue informativo tras su muerte. Y no solo en ese momento, sino también con anterioridad: a propósito de su internación psiquiátrica, ya había convocado a un movimiento que surgió espontáneamente en defensa de sus derechos (la internación se había producido sin su consentimiento), con notable cobertura mediática. Sin duda la espectacularidad de su perseverante y voluminosa producción de revistas ha sido el principal motivo, puesto que al plasmar sus pensamientos por escrito permitía el estudio de su discurso delirante, cuestión que fascinaba a los estudiantes e inspiraba a los artistas. La pintora chilena Diana Navarrete, por ejemplo, retrató al Divino Anticristo con su carrísimo en un óleo sobre tela. La popularidad del personaje santiaguino le ha valido también más de una cita en alguna novela, como referente del vendedor delirante de textos. Asimismo, la banda chilena de rock Primavera de Praga compuso y grabó la canción «La vida y el corazón», dedicada al «Divino Anticristo» y en el correspondiente videoclip aparecen fugazmente algunas imágenes del personaje.
Pedro Lemebel escribió una crónica, La loca del carrito (o El trazo casual de un peregrino frenesí), en la que describe al «Divino Anticristo», que también aparece en el libro De perlas y cicatrices, publicado en 1998. Aparece además como títere en un segmento de la serie infantil 31 minutos, en la encuesta de Mico el Micófono. En octubre de 2018, el proyecto de música electrónica experimental INTI publica un disco conceptual basado en las grabaciones de entrevistas realizadas al «Divino Anticristo», mezcladas con música electrónica, titulado Divina Antimuerte.